# Spittle Records
La Spittle Records è un'etichetta discografica attiva dal 1984 in Italia. Dopo qualche anno di attività l'etichetta interrompe le pubblicazioni, per poi riprendere a produrre nel 2005 con lo scopo di ristampare ed archiviare gran parte della scena italiana rock degli anni '80.
Alcune delle etichette di cui la Spittle Records ha ristampato i dischi sono la Electric Eye, la Contempo Records e la Italian Records.

## Pubblicazioni
| Anno | Interprete                                                 | Titolo                                                                          | Formato                                          |
| ---- | ---------------------------------------------------------- | ------------------------------------------------------------------------------- | ------------------------------------------------ |
| 1984 | AA VV                                                      | Goot from the Boot                                                              | LP compilation                                   |
| 1985 | Not Moving                                                 | Black 'N' Wild                                                                  | 12"                                              |
| 1986 | Juggernaut                                                 | Juggernaut                                                                      | LP                                               |
| 1986 | Thelema                                                    | Tantra                                                                          | LP                                               |
| 1986 | Limbo                                                      | Intervista febbraio 86 / L                                                      | Cassetta                                         |
| 1986 | Not Moving                                                 | Sinnermen                                                                       | LP                                               |
| 1986 | Neon                                                       | Red Light                                                                       | 12"                                              |
| 1986 | Leanan Sidhe                                               | Ash Grove Primroses                                                             | 12"                                              |
| 1986 | Limbo                                                      | In Limbo                                                                        | 12"                                              |
| 1987 | AA VV                                                      | 100 Note Compilation                                                            | LP                                               |
| 1987 | Sandro Oliva & The Blue Pampurio's                         | Aria Malsana                                                                    | LP                                               |
| 1987 | Not Moving                                                 | Jesus Loves His Children                                                        | 12"                                              |
| 1987 | AA VV                                                      | Spittle Compilation                                                             | LP                                               |
| 2006 | AA VV                                                      | Goot from the Boot                                                              | 2xCD                                             |
| 2006 | Chelsea Hotel                                              | Were All Gonna Die!!!                                                           | CD                                               |
| 2006 | Putrid Fever                                               | Do You Remember?                                                                | CD                                               |
| 2006 | Stazione Suicida                                           | Sangue Nel Muro                                                                 | CD                                               |
| 2006 | Leanan Sidhe                                               | Blue And Gold (And Magic Yellow) A Collection 1986-1988                         | CD                                               |
| 2007 | Pankow / Polyactive / Karnak / Rinf                        | Silence Over Florence 1982-1984                                                 | 4xCD + BOX                                       |
| 2007 | AA VV                                                      | Gathered                                                                        | CD compilation                                   |
| 2007 | AA VV                                                      | Body Section                                                                    | CD compilation                                   |
| 2007 | Limbo                                                      | Early Works (1984-1987)                                                         | 2xCD                                             |
| 2007 | Diaframma                                                  | Live And Unreleased                                                             | CD album                                         |
| 2008 | Dark Tales                                                 | Living Out                                                                      | CD compilation                                   |
| 2008 | Jeunesse D'Ivoire / La Maison / Other Side / State Of Art  | Milano New Wave 1980-1983                                                       | CD                                               |
| 2008 | Neon                                                       | Rituals Expanded                                                                | CD                                               |
| 2008 | Rinf                                                       | Chaosjugend Strasse                                                             | CD album                                         |
| 2008 | Neon                                                       | Oscillator                                                                      | CD album                                         |
| 2009 | State Of Art                                               | Dancefloor Statements 1981-1982                                                 | CD                                               |
| 2009 | Art Boulevard                                              | 1987-1985 A Story Backwards                                                     | CD                                               |
| 2009 | AA VV                                                      | Crollo Nervoso DVD / Tracce Magnetiche CD                                       | DVD + CD compilation                             |
| 2010 | P.Dovico e L.Riganti                                       | Vinile Italiano                                                                 | Libro + CD                                       |
| 2010 | Illogico                                                   | Requisiti                                                                       | CD                                               |
| 2010 | 2+2=5                                                      | Into The Future                                                                 | CD album                                         |
| 2010 | Neon                                                       | Rituals                                                                         | LP                                               |
| 2010 | Jeunesse D'Ivoire / Other Side / State Of Art / La Maison  | Milano New Wave 1980-1983 Redux                                                 | LP compilation                                   |
| 2010 | AA VV                                                      | Vinile Italiano: Indice Del Nuovo Rock Dal 1977 Al 2010                         | Libro+10" o Libro+CD                             |
| 2010 | Skiantos                                                   | Mono Tono                                                                       | LP album                                         |
| 2010 | Skiantos                                                   | Kinotto                                                                         | LP album                                         |
| 2011 | Wax Heroes                                                 | Dal Principio All'Inizio                                                        | CD                                               |
| 2011 | Symbiosi                                                   | Un Unico Nucleo Di Dolore                                                       | CD                                               |
| 2011 | A.T.R.O.X.                                                 | Falls Of Time                                                                   | 2xCD album                                       |
| 2011 | Le Masque                                                  | Spunti Per Commedianti                                                          | CD                                               |
| 2011 | Neon                                                       | Crimes Of Passion Redux                                                         | CD                                               |
| 2012 | AA VV                                                      | New Wave Italiana 1980~1986                                                     | 2xCD compilation                                 |
| 2012 | AA VV                                                      | Italia New Wave                                                                 | LP compilation                                   |
| 2012 | N.O.I.A.                                                   | The Sound Of Love EP * Released & Unreleased Classics 1983-87                   | CD compilation                                   |
| 2012 | The Flesh Eaters                                           | No Questions Asked                                                              | LP                                               |
| 2013 | Absurdo / Eurotunes / Ipnotico Tango / Kerosene / Metalvox | REF. 907                                                                        | LP+CD compilation                                |
| 2013 | AA VV                                                      | Italia Synthetica                                                               | LP+CD Compilation                                |
| 2013 | AA VV                                                      | Italia No!                                                                      | LP+CD Compilation                                |
| 2013 | AA VV                                                      | Italian Records 1980-1984 The Singles Compilation                               | BOX 5CD                                          |
| 2013 | Pale                                                       | Blue Agents                                                                     | LP+CD                                            |
| 2013 | AA VV                                                      | Mutazione (Italian Electronic & New Wave Underground 1980-1988)                 | 2xCD                                             |
| 2014 | Skiantos                                                   | Mono Tono                                                                       | LP                                               |
| 2014 | Plastic Trash                                              | Slag on the Tracks 1983-1985                                                    | CD                                               |
| 2014 | Freak Antoni                                               | L'Incontenibile Freak Antoni (Limited Edition)                                  | BOX                                              |
| 2014 | Confusional Quartet                                        | Confusional Quartet Plays Demetrio Stratos                                      | CD                                               |
| 2014 | AA VV                                                      | Great Complotto Pordenone                                                       | LP                                               |
| 2014 | AA VV                                                      | Samples Only                                                                    | LP                                               |
| 2014 | Plasticos                                                  | Canzoni Dada 1981-1985                                                          | CD                                               |
| 2014 | AA VV                                                      | Milano New Wave 2014 - The Evolution of an Underground Music                    | LP                                               |
| 2014 | Frigidaire Tango                                           | The Cock (original version + demo)                                              | LP+CD                                            |
| 2014 | Eazycon                                                    | Fear And Pleasure - Retrospective 1980-1989                                     | LP+CD                                            |
| 2014 | Rats                                                       | C'est Disco...                                                                  | LP+CD                                            |
| 2014 | AA VV                                                      | Lo Stivale E' Marcio - I primi (tra i meno noti) vagiti di punk italiano        | CD allegato al libro omonimo della Rave Up Books |
| 2014 | AA VV                                                      | Noi Conquisteremo La Luna                                                       | CD allegato al libro omonimo della Rave Up Books |
| 2014 | Rancid X                                                   | Voices                                                                          |                                                  |
| 2014 | Joe Squillo Electrix                                       | Girl Senza Paura                                                                | LP                                               |
| 2014 | A.T.R.O.X.                                                 | Water Tales                                                                     | LP                                               |
| 2014 | Chrisma                                                    | Chinese Restaurant                                                              | LP                                               |
| 2014 | A.T.R.O.X.                                                 | The Nights Remains                                                              | LP                                               |
| 2014 | Pale TV                                                    | Penitenziali                                                                    | CD                                               |
| 2014 | Pale TV                                                    | Penitenziali (Limited Edition)                                                  | LP                                               |
| 2015 | AA VV                                                      | iV3SCR                                                                          | LP                                               |
| 2015 | Revolver                                                   | Revolver                                                                        | LP                                               |
| 2015 | AA VV                                                      | 391 - Vol.1 Marche - Voyage Through The Deep 80s Underground In Italy           | 2xCD                                             |
| 2015 | AA VV                                                      | 391 - Vol.2 Piemonte - Voyage Through The Deep 80s Underground In Italy         | 2xCD                                             |
| 2015 | AA VV                                                      | 391 - Vol.3 Toscana - Voyage Through The Deep 80s Underground In Italy          | 2xCD                                             |
| 2015 | Aqua                                                       | In Loving Memory of Aqua (1982-1988)                                            | CD                                               |
| 2015 | Stupid Set                                                 | Soul of Trade                                                                   | LP+CD                                            |
| 2015 | Bisca                                                      | Collezione 1982-1984                                                            | 2xCD                                             |
| 2015 | Marbre Noir                                                | Backward Days 1985-1987                                                         | CD                                               |
| 2015 | Go Flamingo!                                               | Sonic Beat 1983-1988                                                            | CD                                               |
| 2015 | Chrisma                                                    | Hibernation                                                                     | LP                                               |
| 2015 | AA VV                                                      | The Great Complotto 2                                                           | LP+CD                                            |
| 2015 | AA VV                                                      | The Great Complotto 2                                                           | LP+CD                                            |
| 2016 | AA VV                                                      | Post-Industriale                                                                | CD+Book                                          |
| 2016 | Baciami Bartali and Winter Light                           | Baciami Bartali and Winter Light                                                | LP+CD                                            |
| 2016 | Confusional Quartet                                        | In The Box (LTD 500 copies)                                                     | 3LP                                              |
| 2016 | Various                                                    | Nouances W/Postcard                                                             | LP                                               |
| 2016 | La Maison                                                  | Collected Tape Experiments 1980-1984                                            | LP+CD                                            |
| 2016 | AA VV                                                      | 391 - Vol.4 Umbria - Voyage Through The Deep 80s Underground In Italy           | 2xCD                                             |
| 2017 | Skiantos                                                   | Skiantos In The Box                                                             | BOX                                              |
| 2017 | Tomografia Assiale Computerizzata                          | Symphonie Industrielle                                                          | CD                                               |
| 2017 | Monofonic Orchestra pres. Maurizio Marsico                 | The Sunny Side Of The Dark Side                                                 | CD                                               |
| 2017 | Neon                                                       | My Blues Is You (LTD 500 copies)                                                | MLP                                              |
| 2017 | Neon                                                       | Red Light/Sister Shadow (LTD 500 copies)                                        | MLP                                              |
| 2017 | Neon                                                       | Dark Age/Last Change (LTD 500 copies)                                           | MLP                                              |
| 2017 | Skiantos                                                   | Inascoltable                                                                    | LP                                               |
| 2017 | The End                                                    | Tears in my Eyes (1983-1985)                                                    | CD                                               |
| 2017 | Plastic Flowers                                            | Demo 1982-1983                                                                  | CD                                               |
| 2017 | AA VV                                                      | 391 - Vol.5 Liguria - Voyage Through The Deep 80s Underground In Italy          | 2xCD                                             |
| 2018 | AA VV                                                      | Punk - 1979-1981 La Nascita Del Nuovo Rock Italiano                             | CD                                               |
| 2018 | Neon                                                       | Neon in the Box                                                                 | LP+CD                                            |
| 2018 | Kina                                                       | Irreale Realtà                                                                  | LP+CD                                            |
| 2018 | Kina                                                       | Nessuno Schema Nella Mia Vita                                                   | LP+CD                                            |
| 2018 | Tribal Noise                                               | Città in Fiamme 1983-1987                                                       | LP+CD                                            |
| 2018 | Various                                                    | The Other Side of Italy The Beginning Post-Punk Art                             | BOX LP                                           |
| 2018 | Monofonic Orchestra                                        | Post-Human Folk Music                                                           | LP                                               |
| 2018 | Windopen                                                   | Rock!                                                                           | CD                                               |
| 2018 | The Work                                                   | Slow Crimes (+ Extra Tracks)                                                    | LP+CD                                            |
| 2018 | AA VV                                                      | 391 - Vol.6 Veneto - Voyage Through The Deep 80s Underground In Italy           | 2xCD                                             |
| 2018 | I Refuse It!                                               | Cronache del Videotopo                                                          | 2xLP                                             |
| 2019 | AA VV                                                      | Milano After Punk                                                               | LP+CD                                            |
| 2019 | Magazzini Criminali                                        | Crollo Nervoso                                                                  | LP+CD                                            |
| 2019 | Naphta                                                     | Unlimited                                                                       | LP                                               |
| 2019 | La 1919                                                    | Ars Sra                                                                         | LP+CD                                            |
| 2019 | Kina                                                       | Troppo lontano ed altre storie                                                  | LP+CD                                            |
| 2019 | Kina                                                       | Cercando                                                                        | LP+CD                                            |
| 2019 | Doubling Riders                                            | The World of Doubling Riders                                                    | 6xCD                                             |
| 2019 | Tiresia                                                    | Estatico                                                                        | LP                                               |
| 2019 | Nadja                                                      | Eros                                                                            | LP                                               |
| 2019 | AA VV                                                      | Firenze Sogna! (Itinerari Musicali 1976-1983)                                   | 2xLP                                             |
| 2019 | AA VV                                                      | Matita Emostatica                                                               | LP                                               |
| 2019 | Comix                                                      | Comix                                                                           | LP+CD                                            |
| 2019 | AA VV                                                      | 391 - Vol.7 Emilia Romagna 1 - Voyage Through The Deep 80s Underground In Italy | 2xCD                                             |
| 2019 | AA VV                                                      | 391 - Vol.8 Emilia Romagna 2 - Voyage Through The Deep 80s Underground In Italy | 2xCD                                             |
| 2019 | AA VV                                                      | 391 - Vol.9 Lombardia - Voyage Through The Deep 80s Underground In Italy        | 2xCD                                             |
| 2020 | AA VV                                                      | Tracce Magnetiche                                                               | 2xLP                                             |
| 2020 | AA VV                                                      | Behind The Wall - The Record                                                    | 2xLP                                             |
| 2020 | Gilbert/Lewis/Mills                                        | MZUI                                                                            | LP                                               |
| 2020 | Good Missionaries                                          | Fire From Heaven                                                                | LP                                               |
| 2020 | AA VV                                                      | Rockgarage Compilation Vol. 1,2,3,4                                             | 2xLP                                             |
| 2020 | Eyeless in Gaza                                            | Caught In Flux                                                                  | 2xLP                                             |
| 2020 | Artery                                                     | Oceans                                                                          | LP                                               |
| 2021 | AA VV                                                      | 391 - Vol.10 Friuli - Voyage Through The Deep 80s Underground In Italy          | 2xCD                                             |

## Pubblicazioni come Spit/Fire
| Anno | Interprete  | Titolo                                 | Formato        |
| ---- | ----------- | -------------------------------------- | -------------- |
| 2008 | Boohoos     | Here Comes The Hoo (1986-87)           | CD compilation |
| 2009 | Not Moving  | Not Moving                             | CD             |
| 2011 | Steeplejack | No-One's Land                          | CDX2           |
| 2011 | Not Moving  | Light/Dark: Singles And Eps, 1982-1987 | 2xLP           |
| 2011 | AA VV       | Le Ragazze Del Rock                    | CD compilation |